# Stenocercus sinesaccus
Stenocercus sinesaccus là một loài thằn lằn trong họ Tropiduridae. Loài này được Torres-Carvajal mô tả khoa học đầu tiên năm 2005.